# Thédirac
Thédirac ist eine französische Gemeinde mit 298 Einwohnern (Stand 1. Januar 2022) im Département Lot in der Region Okzitanien. Sie gehört zum Arrondissement Gourdon und zum Kanton Causse et Bouriane. 
Sie grenzt im Norden an Lavercantière, im Nordosten an Peyrilles, im Osten an Uzech, im Südosten an Catus, im Südwesten an Montgesty und im Westen an Gindou.

## Bevölkerungsentwicklung
| Jahr      | 1962 | 1968 | 1975 | 1982 | 1990 | 1999 | 2008 | 2018 |
| --------- | ---- | ---- | ---- | ---- | ---- | ---- | ---- | ---- |
| Einwohner | 318  | 272  | 270  | 267  | 262  | 275  | 300  | 293  |

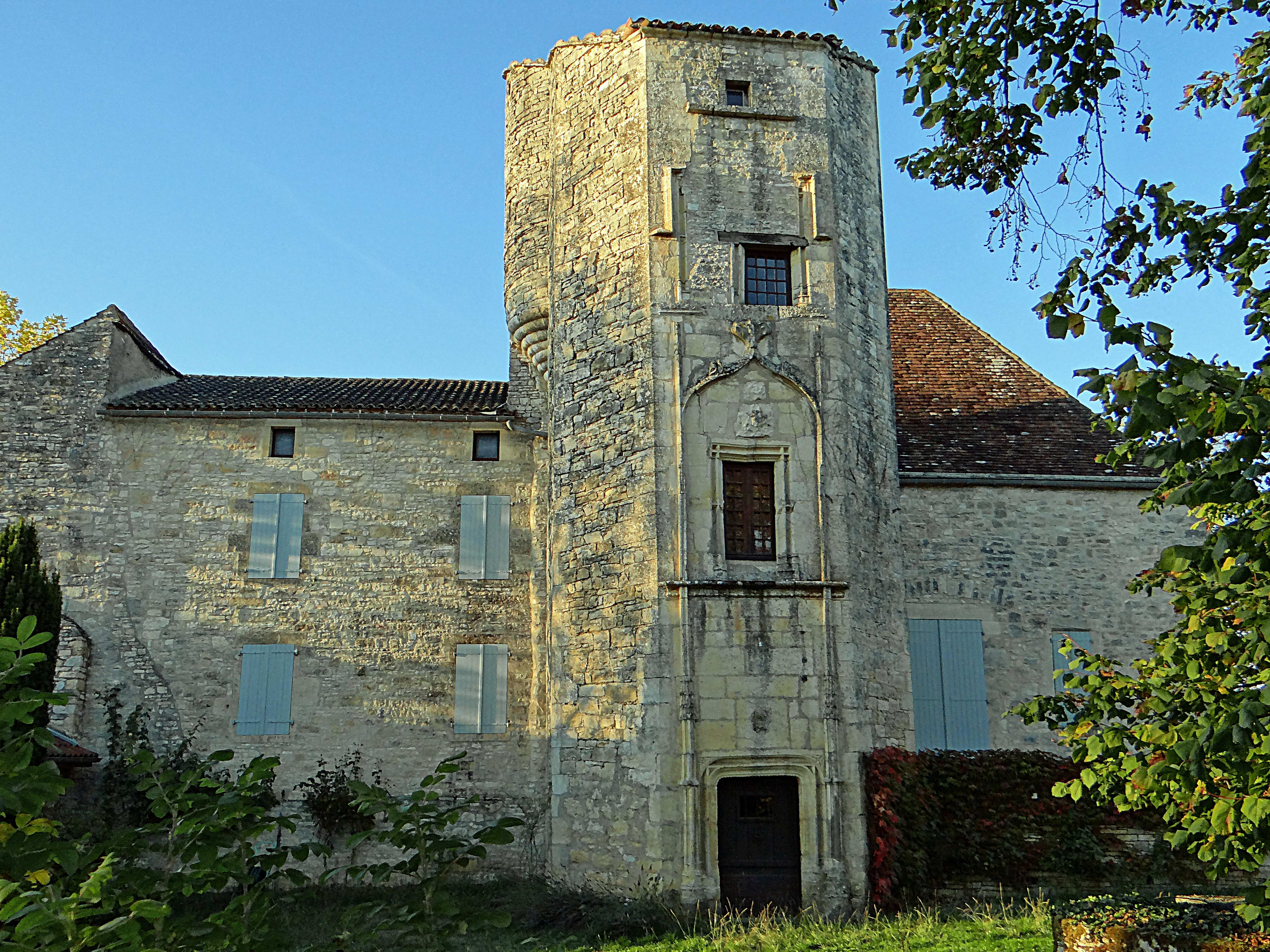
Schloss
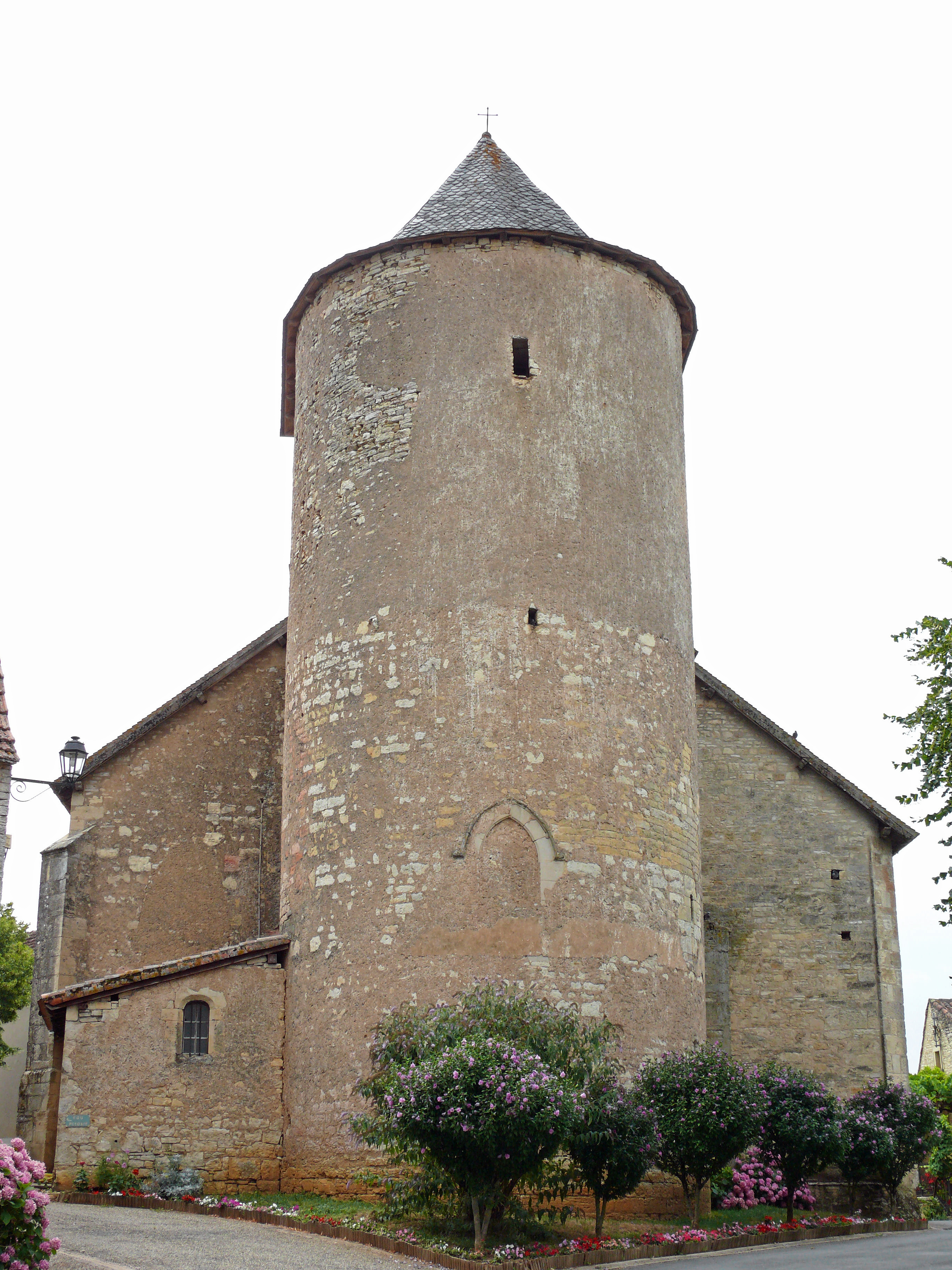
Kirche Saint-Roch, seit 1913 ein Monument historique